# Championnat du monde de hockey sur glace 1934
Navigation
Tchécoslovaquie 1933 Suisse 1935
Le huitième championnat du monde de hockey sur glace et par la même occasion le dix-neuvième championnat d'Europe a eu lieu entre le 3 et le 11 février 1934 à Milan en  Italie.
Le Canada est représenté par l'équipe amateur des Quakers de Saskatoon.

## Phase préliminaire

### Premier tour
Les États-Unis et le Canada, premier et second de l'édition précédente, sont dispensés de premier tour. Pour le premier tour, les équipes sont réparties en 3 poules. Les deux premiers de chaque groupe se qualifient pour le second tour. Les matchs du premier tour se sont déroulés entre le 3 et le 5 février.

#### Groupe A
Résultats des matchs
- Hongrie 2-0 Grande-Bretagne
- Grande-Bretagne 2-1 Tchécoslovaquie
- Tchécoslovaquie 1-0 Hongrie

Classement
| # | Équipe          | PJ | V | N | D | BP | BC | Diff | Pts |
| - | --------------- | -- | - | - | - | -- | -- | ---- | --- |
| 1 | Hongrie         | 2  | 1 | 0 | 1 | 2  | 1  | +1   | 2   |
| 2 | Tchécoslovaquie | 2  | 1 | 0 | 1 | 2  | 2  | 0    | 2   |
| 3 | Grande-Bretagne | 2  | 1 | 0 | 1 | 2  | 3  | -1   | 2   |

#### Groupe B
Résultats des matchs
- Suisse 20-1 Belgique
- France 4-1 Roumanie
- Roumanie 3-2 Belgique
- Suisse 3-0 France
- Belgique 2-0 France
- Suisse 7-2 Roumanie

| # | Équipe   | PJ | V | N | D | BP | BC | Diff | Pts |
| - | -------- | -- | - | - | - | -- | -- | ---- | --- |
| 1 | Suisse   | 3  | 3 | 0 | 0 | 30 | 3  | +27  | 6   |
| 2 | France   | 3  | 1 | 0 | 2 | 4  | 6  | -2   | 2   |
| 3 | Roumanie | 3  | 1 | 0 | 2 | 6  | 13 | -7   | 2   |
| 4 | Belgique | 3  | 1 | 0 | 2 | 5  | 23 | -18  | 2   |

#### Groupe C
Résultats des matchs
- Autriche 2-1  Allemagne
- Allemagne 3-2 Italie
- Italie 1-0 Autriche

| # | Équipe    | PJ | V | N | D | BP | BC | Diff | Pts |
| - | --------- | -- | - | - | - | -- | -- | ---- | --- |
| 1 | Allemagne | 2  | 1 | 0 | 1 | 4  | 4  | 0    | 2   |
| 2 | Italie    | 2  | 1 | 0 | 1 | 3  | 3  | 0    | 2   |
| 3 | Autriche  | 2  | 1 | 0 | 1 | 2  | 2  | 0    | 2   |

Les trois équipes du groupe C ont le même nombre de points et une différence de buts identique (0). Il est alors décidé de qualifiés les trois équipes et de jouer le second tour en 3 poules de trois au lieu des 2 poules de quatre prévues.

### Second tour
Le second tour voit l'entrée dans la compétition des américains et des canadiens pour faire les deux dernières des neuf équipes qui sont alors divisées en trois poules. À l'issue de ce second tour, les trois équipes en tête des poules sont qualifiées pour le demi-finales. Les équipes classées secondes doivent jouer un mini-tournoi pour déterminer la quatrième équipe des demi-finales. Les trois dernières équipes se disputent avec les équipes éliminées au premier tour les cinq dernières places du classement.

#### Groupe D
Résultats des matchs
- États-Unis 1-0 Tchécoslovaquie
- Tchécoslovaquie  4-0 Autriche
- États-Unis 1-0 Autriche

Classement
| # | Équipe          | PJ | V | N | D | BP | BC | Diff | Pts |
| - | --------------- | -- | - | - | - | -- | -- | ---- | --- |
| 1 | États-Unis      | 2  | 2 | 0 | 0 | 2  | 0  | +2   | 4   |
| 2 | Tchécoslovaquie | 2  | 1 | 0 | 0 | 4  | 1  | +3   | 2   |
| 3 | Autriche        | 2  | 0 | 0 | 2 | 0  | 5  | -5   | 0   |

#### Groupe E
Résultats des matchs
- Italie 0-0 Hongrie (après prolongation)
- Suisse 1-0 Hongrie
- Suisse 3-0 Italie

Classement
| # | Équipe  | PJ | V | N | D | BP | BC | Diff | Pts |
| - | ------- | -- | - | - | - | -- | -- | ---- | --- |
| 1 | Suisse  | 2  | 2 | 0 | 0 | 4  | 0  | +4   | 4   |
| 2 | Hongrie | 2  | 0 | 1 | 1 | 0  | 1  | -1   | 1   |
| 3 | Italie  | 2  | 0 | 1 | 1 | 0  | 3  | -3   | 1   |

#### Groupe F
Résultats des matchs
- Canada 9-0 France
- Canada 6-0 Allemagne
- Allemagne 4-0 France

Classement
| # | Équipe    | PJ | V | N | D | BP | BC | Diff | Pts |
| - | --------- | -- | - | - | - | -- | -- | ---- | --- |
| 1 | Canada    | 2  | 2 | 0 | 0 | 15 | 0  | +15  | 4   |
| 2 | Allemagne | 2  | 1 | 0 | 1 | 4  | 6  | -2   | 2   |
| 3 | France    | 2  | 0 | 0 | 2 | 0  | 13 | -13  | 0   |

### Match des seconds
La Hongrie n'a finalement pas joué de match et donc la dernière place dans le carré pour la finale s'est déroulé entre l'Allemagne et la Tchécoslovaquie le 9 février. Les Allemands ont gagné le match sur le score de 1-0 après prolongation. La Tchécoslovaquie finit donc cinquième du classement et la Hongrie sixième.

## Matchs de classement
Les matchs de classement entre le septième et la douzième place se sont déroulés le 9 février. La Belgique n'aura joué qu'un match et la France n'aura pas joué un seul match. La France s'étant qualifiée pour le second tour est classée onzième et la Belgique douzième. Le match de la Belgique n'est pas compté au classement.
Résultats des matchs
- Grande-Bretagne 3-0 Belgique
- Autriche 2-1 Grande-Bretagne
- Italie 3-0 Roumanie
- Autriche 3-1 Roumanie
- Grande-Bretagne 4-1 Italie
- Grande-Bretagne 2-1 Roumanie
- Italie 2-2 Autriche (après prolongation)

| #  | Équipe          | PJ           | V            | N            | D            | BP           | BC           | Diff         | Pts          |
| -- | --------------- | ------------ | ------------ | ------------ | ------------ | ------------ | ------------ | ------------ | ------------ |
| 7  | Autriche        | 3            | 2            | 1            | 0            | 7            | 4            | +3           | 5            |
| 8  | Grande-Bretagne | 3            | 2            | 0            | 1            | 7            | 4            | +3           | 4            |
| 9  | Italie          | 3            | 1            | 1            | 1            | 6            | 6            | 0            | 3            |
| 10 | Roumanie        | 3            | 0            | 0            | 3            | 2            | 8            | -6           | 0            |
| 11 | France          | N'a pas joué | N'a pas joué | N'a pas joué | N'a pas joué | N'a pas joué | N'a pas joué | N'a pas joué | N'a pas joué |
| 12 | Belgique        | N'a pas joué | N'a pas joué | N'a pas joué | N'a pas joué | N'a pas joué | N'a pas joué | N'a pas joué | N'a pas joué |

## Phase finale

### Demi-finales
Les demi-finales ont eu lieu le 10 février.
- Canada 2-1  Suisse (après prolongation)
- États-Unis 3-0 Allemagne

### Match pour la troisième place
Le match pour la médaille de bronze a eu lieu le 11 février et les Allemands l'ont emporté 2 à 1 au terme de la prolongation contre les suisses.

### Finale
La finale du championnat du monde de hockey de 1934 a également eu lieu le 11 février. Les canadiens ont pris leur revanche sur les américains en les battant 2 buts à 1.

## Classements
|        | Équipe          |
| ------ | --------------- |
| Or     | Canada          |
| Argent | États-Unis      |
| Bronze | Allemagne       |
| 4e     | Suisse          |
| 5e     | Tchécoslovaquie |
| 6e     | Hongrie         |
| 7e     | Autriche        |
| 8e     | Grande-Bretagne |
| 9e     | Italie          |
| 10e    | Roumanie        |
| 11e    | France          |
| 12e    | Belgique        |

|        | Équipe          |
| ------ | --------------- |
| Or     | Allemagne       |
| Argent | Suisse          |
| Bronze | Tchécoslovaquie |
| 4e     | Hongrie         |
| 5e     | Autriche        |
| 6e     | Grande-Bretagne |
| 7e     | Italie          |
| 8e     | Roumanie        |
| 9e     | France          |
| 10e    | Belgique        |

### Médaillés
Voici l'alignement complet des médaillés du tournoi :
| Champions du mondeCanada | Les Birds, Tommy Dewar, Jim Dewey, Cliff Lake, Elmer Piper, Ab Rogers, Bert Scharfe, Ron Silver, Ray Watkins, Ab Welsh, Hobb Wilson, Conney Woods Entraîneur : Johnny Walker |

| ArgentÉtats-Unis | Walt Bender, Pete Bessone, Clem Harnedy, Bob Jeremiah, Ed Keating, Fred MacDonell, Dick Maley, Bob Nilon, Art Smith, Frank Stubbs Entraîneur : Walter Brown |

| BronzeAllemagne | Johann Albrecht von Bethmann-Hollweg, Werner George, Theo Kaufmann, Gustav Jaenecke, Roman Kessler, Werner Korff, Alois Kuhn, Hans Lang, Walter Leinweber, Horst Orbanowski, Erich Romer, Georg Strobl Entraîneur : Erich Romer |